# محكمة التمييز (البحرين)
محكمة التمييز في مملكة البحرين هي إحدى المحاكم في مملكة البحرين أنشئت المحكمة في 20 أبريل 1989 بموجب المرسوم بقانون رقم 8 لسنة 1989 وتعتبر محكمة التمييز أعلى المحاكم درجة في البلاد وتتألف محكمة التمييز من رئيس ووكيل وعدد من القضاة يعنيهم الملك بأمر ملكي ، الرئيس الحالي للمحكمة هو الشيخ خالد بن علي بن عبدالله آل خليفة منذ 16 يونيو 2022.

## اختصاصات المحكمة
تختص محكمة التمييز بالنظر في الطعون المقدمة على الأحكام الصادرة من محاكم الاستئناف العليا المدنية أو من المحاكم الكبرى المدنية بصفتها الاستئنافية، وتختص محاكم الاستئناف العليا المدنية بالنظر فيما يرفع إليها من إستئناف الاحكام الصادرة من المحاكم الكبرى المدنية – بصفتها الابتدائية.

## رؤساء محكمة التمييز

### رؤساء محكمة التمييز
|   | الاسم                                   | بداية الفترة   | نهاية الفترة   |
| - | --------------------------------------- | -------------- | -------------- |
| 1 | الشيخ خليفة بن محمد بن عبدالله آل خليفة | 7 يناير 1990   | 23 ديسمبر 2003 |
| 2 | الشيخ خليفة بن راشد بن عبدالله آل خليفة | 23 ديسمبر 2003 | 26 سبتمبر 2013 |
| 3 | المستشار سالم محمد الكواري              | 26 سبتمبر 2013 | 10 يوليو 2017  |
| 4 | المستشار عبدالله حسن البوعينين          | 10 يوليو 2017  | 16 يونيو 2022  |
| 5 | الشيخ خالد بن علي بن عبدالله آل خليفة   | 16 يونيو 2022  | حتى الأن       |